# Menhir von Nöggenschwiel

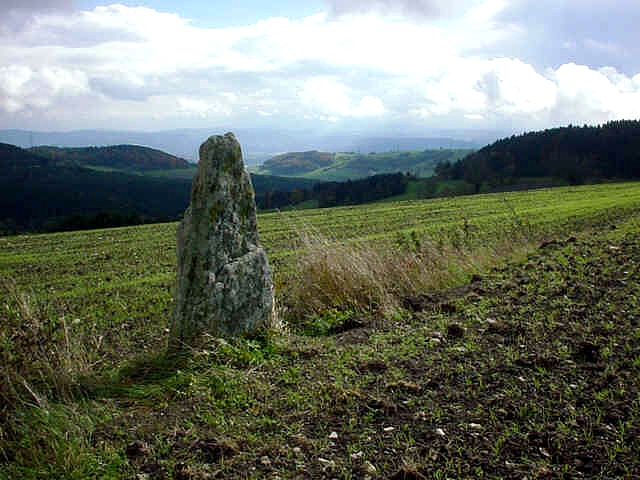
Menhir von Nöggenschwiel

Der Menhir von Nöggenschwiel steht im südlichen Baden-Württemberg im Weilheimer Vorort Nöggenschwiel im Landkreis Waldshut etwa 120 m südlich der Straße von Nöggenschwiel nach Bierbronnen-Bannholz. Der Megalith ist knapp 2 m hoch, besteht aus Buntsandstein und befindet sich an einem Feldrand unterhalb der Kuppe der Anhöhe. Der Menhir könnte von Leuten der Horgener Kultur aufgerichtet worden sein. 

## Feststellungen
„Auf der welligen Muschelkalkhochfläche steht nahe der südlichen Gemarkungsgrenze gegen Bierbronnen eine vom Volksmund mit dem Namen ‚Langer Stein‘ [im Gewann ‚Langstein‘ …] belegte relativ dicke, dreieckige Steinplatte aus Buntsandstein. Der sicher von Menschenhand aufgerichtete Monolith überragt die Bodenoberfläche noch um 1,80 m. Er ist dicht über dem Boden 0,70 m breit, 0,40 m dick und mißt an der Spitze noch 0,30:0,25 m. Irgendwelche Spuren künstlicher Zurichtung sind nicht wahrnehmbar. Der Monolith – ursprünglich ein erratischer Block – steht auf einer Parzellengrenze auf dem sanften Ostabhang einer weiten Anhöhe (Pkt. 772,3 m), von wo man eine weite Fernsicht nach Osten und Süden genießt. Von Westen her ist der Langstein dagegen erst nach Überschreiten des Hügelscheitels zu erblicken.“

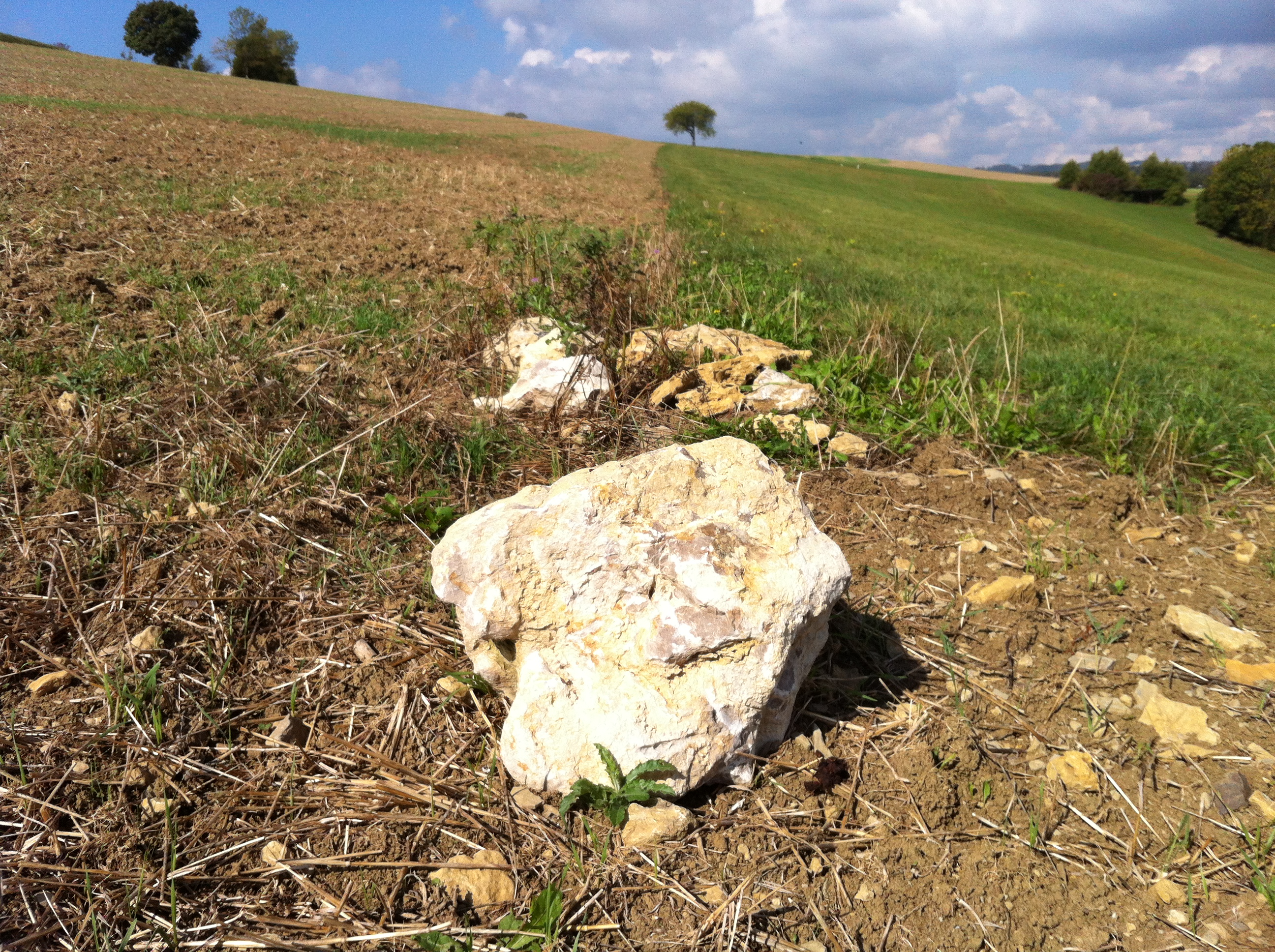
Mögliche Teilstücke des bezeichneten Monoliths

„Wie Gastwirt A. Hilpert 1950 berichtete, soll auf dem Grundstück Lgb. Nr. 663 östlich der Kapelle, die an einer Wegespinne der Straße Nöggenschwiel-Weilheim liegt, vor Jahren noch eine Steinsäule ähnlich dem ‚Langen Stein‘ aufrecht gestanden haben. Im Volksmund habe dieser etwa 1,20 m hohe Monolith der Kurze Stein geheißen. Er sei umgelegt und vergraben worden, weil er den Grundstücksbesitzer beim Ackern behindert habe. Näheres über Gestalt und Steinmaterial ist nicht bekannt. Der Monolith stand wiederum nicht auf dem höchsten Punkt, sondern auf dem Südausläufer einer weiten Anhöhe (Pkt. 755,8 m).“
Eine aktuelle Begehung führte in dem von Gersbach angegebenen Bereich (unterhalb der Anhöhe der Verbindung von Weilheim nach Nöggenschwiel) zu einer Beobachtung am Rand eines Ackers: Größere und kleinere Trümmerteile von ortsfremden Steinmaterial, die in ihren Teilen die Rekonstruktion einer Steinsäule ergeben könnten. 
Siehe auch: Megalithen am Hochrhein

## Einzelnachweis
1. ↑  Quellenangaben zu beiden Steinen: Bad. Fundber. 20, 1956, 191.; H. Kirchner, Menhire 143 und 144.; E. Sangmeister-J. Schneider, Degernau 90. In: Egon Gersbach: Urgeschichte des Hochrheins. Badische Fundberichte, Sonderheft 11, Freiburg 1969, S. 175.

Koordinaten: 47° 41′ 0″ N, 8° 12′ 23″ O